# 강길영
강길영(姜吉泳, 1930년 9월 22일 ~ 1951년 9월 1일)은 대한민국의 군인이다.  6.25전쟁 당시 924고지 탈환작전에서 전사한 중대장을 대신하여 작전을 이끌다 산화한 대한민국의 전쟁영웅이다.
6.25 전쟁 발발 당시에 해병대에 자원 입대하여 통영지구작전, 인천상륙작전 등 여러 전투에서 활약했으며, 그 후 해병대 장교로 임관하였다. 특히, 도솔산지구 전투 속에서 김일성 고지 전투라고도 불리는 924고지 전투에서 전사한 중대장을 대신하여 해병대 1연대 3대대 11중대를 지휘해서 전투를 승리로 이끄는 과정에서 전사하였다. 
이승만 대통령은 그의 희생정신을 기려 1953년 충무무공훈장을 수여하였으며, 전쟁기념관에서 주관하는 2016년 9월 이달의 호국 인물로 선정되기도 하였다.

## 생애
강길영 해병 중위는 1930년 경상북도 상주군 상주읍에서 아버지 강석주, 어머니 김주순의 사이에서 셋째 아들로 출생하였다.1949년 4월 1일 해병대에 자원 입대하며 군인의 길을 걷기 시작하였으며, 소총병으로 진동리 전투, 통영지구작전, 인천상륙작전, 1951년 3월 3일 소위 임관 직후 가리산지구 전투, 화천지구 전투, 도솔산지구 전투에 참전하여 공을 세웠다.

### 924고지 전투
6.25전쟁의 공방전이 고지전으로 접어든 1951년 7월, 해병 제1연대는 강원도 홍천을 떠나 인제 북방 21km지점의 평촌으로 향하였다. 해병 제1연대는 이 곳에서 미 해병 1사단과 함께 월령산 서북쪽 924고지-1026고지-1055고지를 사이에 두고 북한의 제1사단 3연대와 일전을 치르고자 했다. 이 지역을 확보하면 동부전선의 핵심 요지인 펀치볼(강원도 양구군 해안면 만대리 일대의 해안분지 지역)을 제압할 수 있고 이를 통해 북한군의 근거지 제어는 물론 미 제10군단과 국군 제 1군단을 분리하려는 적의 공격위험을 줄일 수 있었으며, 이 전선을 일직선으로 만듦으로써 전선 축소에 따른 예비병력 확보가 가능하여 중동부전선의 전반적 형세를 장악하는 전략적 목표를 이룰 수 있기 때문이었다. 
924고지에 '김일성 고지', 1026고지에 '모택동 고지'라는 별칭이 붙은 것만 봐도 이 전투에 임하는 장병들의 사기와 적개심이 어떠했는지를 알 수 있는 것이었다.
유달리 격렬했던 도솔산 전투의 후유증과 장마철 호우라는 계절적 난관에도 불구하고 해병 제1연대는 작전지역에 도착하여 곧 북한군 최고의 전투력을 자랑하는 1사단 3연대와의 격전을 시작하였다. 치열한 포격과 집중사격을 극복하며 제11중대는 우일선의 선봉에 서 적진을 돌파하였는데 적진 100m 전방에서 중대장 육동욱 중위가 적탄에 맞고 쓰러져 순식간에 위기에 휩싸이게 되었다.
하지만 중대 선임장교인 강길영 소위는 죽음의 공포가 드리우는 극한의 상황에서도 오히려 쓰러진 중대장을 위로하며 선두에 선다. "중대장님, 걱정 마십시오. 김일성 고지는 우리가 꼭 점령하겠습니다."라는 말과 함께 최후의 진격을 감행하였던 것이다. 그러나 빗발치는 적의 탄환을 피하지 못하고 작전 성공을 눈앞에 둔 채 장렬한 최후를 맞이하였다. 하지만 그 희생은 함께 한 전 장병의 사기를 더욱 북돋아 그의 장렬한 희생이 있던 다음 날 아침, 우리 군은 김일성 고지를 점령하게 된다.

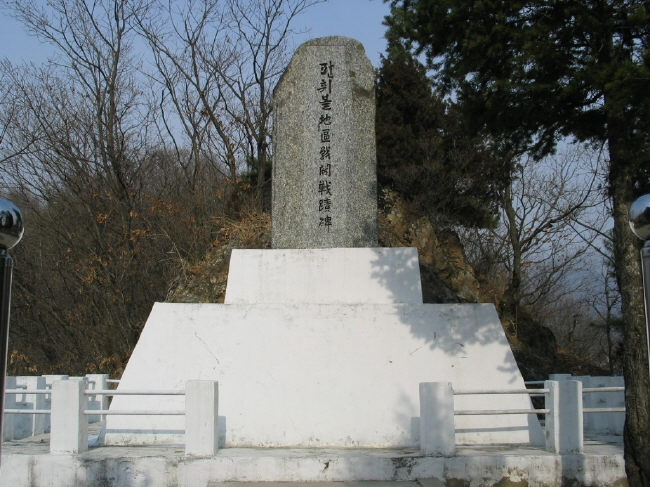
양구군에 세워진 펀치볼 지구 전투전적비.

이 전투에서 국군 제1해병연대는 382명의 북한군을 사살하고 44명을 생포하였으며, 개인 및 공용화기 등 145점을 노획하는 전과를 올렸다. 그리고 제1해병연대에서도 103명의 전사자와 388명의 부상자가 발생하였다. 이 전투는 해병대 5대 작전 중의 하나로 기록되고 있으며, 전투 결과 중동부전선의 전세가 국군과 유엔군에게 유리하게 되었다.

## 사후 공적

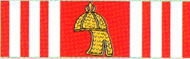
충무무공훈장.

당시 이승만 대통령은 이 전투를 "신인(神人)이 경탄할 공훈"이라 격찬하였으며 대한민국 정부는 강길영 중위의 고귀한 희생정신을 기려 1953년 3월 30일 충무무공훈장을 수여하고 해병 소위에서 중위로 일계급 특진하였다.

대한민국 해병대사령부는 1999년 6월 20일, 924고지 전투에서 해병의 신화를 남기고 산화한 강중위와 그 대원들의 위훈을 기리고자 격전장이었던 펀치볼 지역에 전적비를 세우고 추모식을 거행했다.
또한 그 공적을 인정받아 국가보훈처에서 주관하는 2014년 11월의 6.25 전쟁 영웅과 전쟁기념관에서 주관하는 2016년 9월의 호국 인물에 선정되기도 하였다.

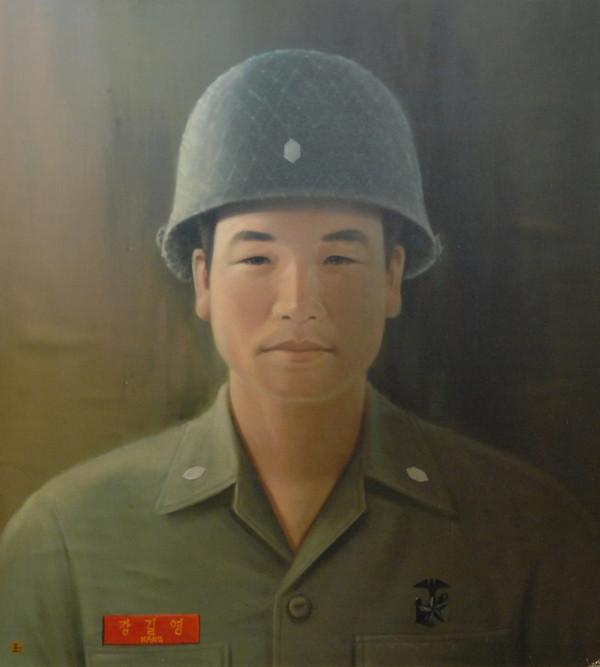
대한민국 전쟁기념관에 전시되어 있는 강길영 해병 중위 초상화.

## 같이 보기
한국민족문화대백과사전 - 펀치볼 전투
한국민족문화대백과사전 - 924고지 및 1026 고지 전투
6.25 전쟁

## 참고 문헌
- 나종남, 《군사작전을 통해 본 6.25전쟁》, 서울: 양서각, 2018.
- 국방부, 《6.25전쟁사》, 서울: 국방부 군사편찬연구소, 2005.
- 해병대사령부, 《해병전투사》, 1962.